# Бальтра
Бальтра (исп. Isla Baltra) — остров в составе Галапагосского архипелага, принадлежит Эквадору. Остров является частью кантона Санта-Крус провинции Галапагос. Площадь острова — 27 км² (по другим данным, 21 км²).
На острове Бальтра находится аэропорт Симор (ИАТА: GPS, ИКАО: SEGS) — главный аэропорт островов Галапагос.

## География
Остров Бальтра расположен у северной оконечности острова Санта-Крус и отделён от него проливом Итабака (исп. Canal de Itabaca), ширина которого в самом узком месте составляет около 400 м. Через пролив автомобили переправляются на пароме. Севернее острова Бальтра находится небольшой остров Симор, а между ними — небольшой песчаный островок Москера (исп. Mosquera).

## История
Изначально остров был назван англичанами Саут-Симор (англ. South Seymour — «Южный Симор», или Симор-Сур исп. Seymour Sur), — в честь вице-адмирала Хью Сеймура (1759—1801). Наиболее раннее из известных использований названия Бальтра (Isla Baltra) можно найти в 3-й части издания South America Pilot, выпущенного Британским Адмиралтейством в 1927 году.
В 1930-х годах остров посетил президент США Франклин Делано Рузвельт, прибывший на борту военного судна USS Houston. В то время правительство США искало место для тихоокеанской военной базы, которую можно было бы использовать для защиты Панамского канала с западной стороны. Этот остров был выбран, поскольку он был близок к центру Галапагосского архипелага, и его поверхность была достаточно плоской.
Строительство военно-воздушной базы началось в феврале 1942 года, во время Второй мировой войны. После завершения строительства это была самая большая военно-воздушная база во всей Южной Америке. Многие жители Эквадора и соседних государств переехали на Галапагосские острова, чтобы работать на строительстве базы и объектов её инфраструктуры.
После окончания войны США передали воздушную базу правительству Эквадора. Со временем там был образован гражданский аэропорт, воздушное сообщение через который началось в 1963 году. В то же время на острове продолжают функционировать эквадорские военно-воздушная и военно-морская базы.

## Фотогалерея
|  |  |